# Chrysothemis rupestris
Chrysothemis rupestris är en tvåhjärtbladig växtart som först beskrevs av George Bentham, och fick sitt nu gällande namn av Leeuwenb.. Chrysothemis rupestris ingår i släktet Chrysothemis och familjen Gesneriaceae. Inga underarter finns listade i Catalogue of Life.

## Bildgalleri

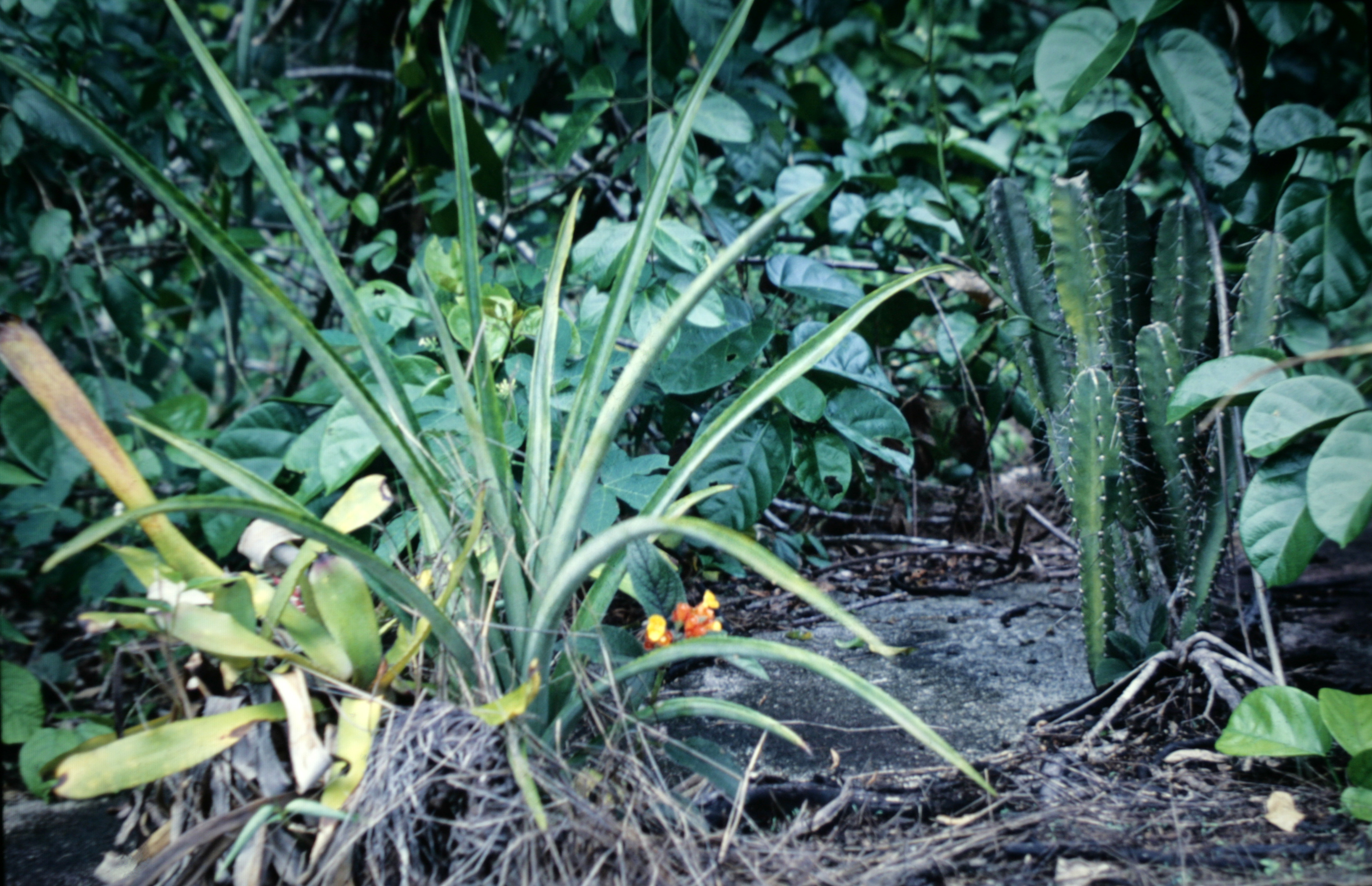